# Federico Tedesco
Federico Tedesco (fl. XV secolo) è stato un pittore italiano, di cui si hanno poche notizie certe, attivo a Padova dal 1395 – 1424.
Tra le opere che gli vengono attribuite si ricordano:
- Natività (1420), pittura su tavola, conservata presso la Pinacoteca civica di Forlì[1]
- Madonna della rosa, affresco parzialmente danneggiato nella chiesa di Santa Maria di Rossignago, vicino a Spinea (VE)[1]